# Osmia inspergens
Osmia inspergens is een vliesvleugelig insect uit de familie Megachilidae. De wetenschappelijke naam van de soort is voor het eerst geldig gepubliceerd in 1907 door Lovell & Cockerell.